# Spin (filme)
Spin é um filme original do Disney Channel (DCOM) de música americana dirigido por Manjari Makijany a partir de um roteiro de Carley Steiner e Josh A. Cagan. Produzido pela Disney Channel Original Productions, o filme é protagonizado por Avantika Vandanapu, Meera Syal, Abhay Deol, Aryan Simhadri, Michael Bishop, Jahbril Cook, Kerri Medders e Anna Cathcart. Estreou a 13 de agosto de 2021, no Disney Channel. Em Portugal, estreou a 18 de setembro de 2021. O filme recebeu críticas positivas, principalmente por suas atuações.

## Elenco
- Avantika Vandanapu como Rhea Kumar, uma jovem de família multigeracional que descobre o seu verdadeiro talento ao se apaixonar por um DJ[3]
- Meera Syal como Asha Kumar, a corajosa avó de Rhea[4][5]
- Abhay Deol como Arvind Kumar, o pai de Rhea[4][5]
- Aryan Simhadri como Rohan Kumar, o irmão mais novo de Rhea[4][5]
- Michael Bishop como Max, o DJ por quem Rhea se apaixona.[4][5]
- Anna Cathcart como Molly[4][5]
- Jahbril Cook como Watson[4][5]
- Kerri Medders como Ginger[4][5]

## Produção
A 17 de março de 2020, foi anunciado que a Disney estaria a desenvolver um filme intitulado Spin para o seu serviço de streaming, Disney+. Manjari Makijany foi escolhido para dirigir o filme, com o argumento de Carley Steiner, Céline Geiger e Josh A. Cagan. Zanne Devine seria a produtora executiva do filme. A 20 de agosto de 2020, foi anunciado que o filme estava a ser repensado como um filme original do Disney Channel, com a maior parte da equipa de produção a continuar ligada ao filme, exceto Geiger.
Em agosto de 2020, Avantika Vandanapu foi escolhida para o papel principal. A 29 de setembro de 2020, Meera Syal, Abhay Deol, Aryan Simhadri, Michael Bishop, Jahbril Cook, Kerri Medders e Anna Cathcart juntaram-se ao elenco do filme.
A fotografia principal de Spin começou a 5 de outubro de 2020, em Toronto, Ontário, Canadá, e terminou a 20 de novembro de 2020. O filme também foi filmado em Brampton, criando um cenário de rua para o restaurante dos pais, chamado Spirit of India.

## Lançamento
Spin estreou a 13 de agosto de 2021, no Disney Channel. No entanto, o filme foi originalmente programado para ser lançado no serviço de streaming Disney+. Na Índia, o filme estreou na Disney+ Hotstar e na Disney International HD em 15 de agosto de 2021, coincidindo com o Dia da Independência da Índia.

## Recepção
Spin recebeu críticas positivas dos críticos. Ao escrever para a Paste, Amy Amatangelo elogiou as performances e limitou o foco no romance. Da Firstpost, Udita Jhunjhunwala deu ao filme uma classificação de três em cada cinco, enfatizando a direção de Makijany, a pontuação, e performances. Apesar de não considerar o enredo "romance" do filme e a qualidade da produção "decente", a ABP Live achou que Spin seria capaz de "manter um clássico Disney" com as suas performances e sensação indiana, dando-lhe três em cinco estrelas.